# جشنواره بین‌المللی طنز بوردیگرا
جشنواره بین‌المللی طنز بوردیگرا (به ایتالیایی: Salone Internazionale dell'Umorismo di Bordighera) یکی از جشنواره‌های مهم طنز، شوخی، کمیک استریپ و کارتون اروپا است که توسط سزار پرفتو در سال ۱۹۴۷، بعد از جنگ جهانی دوم در شهر بردیگرا استان ایمپریا ایتالیا افتتاح شد و ۵۲ دوره از این جشنواره تا سال ۱۹۹۹ برگزار گردید.
این جشنواره در طی چند سال، شهرت گسترده‌ای یافت و در دوره‌ای که تبادلات فرهنگی به شدت محدود بود، توانست به یکی از مراجع طنز و شوخ‌طبعی در میان طنزپردازان سراسر جهان، از جمله چین و اروپای شرقی، تبدیل شود.
در جریان وقایع سال‌های ۱۹۵۵ تا ۱۹۶۴ میلادی، این جشنواره با جشنوارهٔ فیلم طنزآمیز و کمدی بردیگرا ادغام شد.